# Old People
Old People è un film del 2022, diretto da Andy Fetscher.

## Trama
Malick e Sanna celebrano il loro matrimonio nel villaggio natale di Sanna, sulla costa della Germania orientale. Tra gli invitati c'è la sorella di Sanna, Ella, con i suoi due figli Laura e Noah, e il suo ex marito Lukas, che vive nel paese, con la sua nuova fidanzata Lisa. Al matrimonio viene portato anche Aike, il padre di Sanna ed Ella, che negli ultimi anni ha vissuto in una casa di riposo perlopiù dimenticato dalle figlie. 
Ella, Laura e Noah vanno a prendere Aike dall'ospizio e trovano il villaggio in uno stato di abbandono: la maggioranza di giovani residenti si è trasferita e la casa di riposo è in un pessimo stato, dal momento che gli anziani vivono nel degrado senza che nessuno si occupi adeguatamente di loro per mancanza di personale, oltre a essere stati dimenticati dalle loro famiglie. Quella sera si svolge il matrimonio e gli anziani assistono malinconicamente all'evento dall'ospizio. Quando un inserviente cerca di costringerli ad andare a letto, un vecchio dai capelli lunghi guida gli altri anziani a una rivolta: dimostrando un'improvvisa forza sovrumana, uccidono gli infermieri ed escono dall'edificio.
Il capo uccide Malick e Sanna e gli anziani massacrano tutti gli invitati al matrimonio, tranne Ella, Laura, Noah e Lisa, che si barricano in casa dopo aver scoperto che i vecchi del paese hanno ucciso i giovani. Lisa si ingelosisce della vicinanza creata tra Ella e Luke per la situazione, quindi cerca di uccidere Ella chiudendola fuori casa, alla mercé degli anziani. Nel tentativo di aiutare l'ex moglie, Lukas viene ucciso e Lisa si suicida. Ella aiuta i figli a scappare attraverso un passaggio sotterraneo, ma nel farlo si sacrifica lasciandosi uccidere dagli anziani. Usciti dal sotterraneo Laura e Noah vengono raggiunti dall'uomo dai capelli lunghi e dal loro nonno Aike. Mentre l'uomo dai capelli lunghi sta per uccidere Laura i bambini cantano una "canzone di famiglia" e ciò risveglia il nonno, che uccide il capo.
I tre superstiti raggiungono la spiaggia, dove vengono prelevati dal ragazzo di Laura e portati via con un gommone, mentre viene fatto intendere che in tutto il mondo infuria una battaglia tra giovani e anziani.

## Distribuzione
Il film è stato distribuito sulla piattaforma Netflix il 7 ottobre 2022.